# Lymanopoda lactea
Lymanopoda lactea är en fjärilsart som beskrevs av William Chapman Hewitson 1861. Lymanopoda lactea ingår i släktet Lymanopoda och familjen praktfjärilar. Inga underarter finns listade i Catalogue of Life.